# Нижнеаверкино
Нижнеаве́ркино (чув. Анатъял, Анат Эверккел) — село в Похвистневском районе Самарской области.
Входит в сельское поселение Среднее Аверкино.
| 2010 |
| ---- |
| 571  |

## География
Село расположено на берегу реки Большой Кинель, в 6-7 км к западу от города Похвистнево, вблизи железнодорожного разъезда Муравка (и одноимённого посёлка при разъезде Муравка).
Ближайшие сёла (2—4 км): Таволжанка, Матьян и Красные Пески.

## Учебные заведения
- Школа[3]; адрес: с. Нижнеаверкино, ул. Советская, д.10А.
- Детский сад «Василёк».